# Rinorea rubrotincta
Rinorea rubrotincta är en violväxtart som beskrevs av Thomas Ford Chipp. Rinorea rubrotincta ingår i släktet Rinorea och familjen violväxter. Inga underarter finns listade i Catalogue of Life.